# Grupa Kawalerii Dowatora
Grupa Kawalerii Dowatora − jedna z grup kawalerii Związku Radzieckiego. Jesienią 1941 wchodziła w skład Frontu Zachodniego gen. por. Iwana S. Koniewa.
Dowódcą grupy był gen. mjr Lew M. Dowator.

## Skład w październiku 1941
- 45 Dywizja Kawalerii
- 50 Dywizja Kawalerii
- 53 Dywizja Kawalerii
- 101 Dywizja Zmechanizowana
- 107 Dywizja Zmechanizowana
- 126 Brygada Pancerna
- 128 Brygada Pancerna
- 143 Brygada Pancerna